# Javier Etcheberry
Javier Etcheberry Celhay (14 de marzo de 1947) es un ingeniero, empresario, académico, investigador, consultor, y político chileno de centroizquierda.
Participó activamente en los gobiernos de la Concertación de Partidos por la Democracia, en los que destacó como ministro de Estado y como presidente del directorio de BancoEstado.
También fue director nacional, por más de una década, del Servicio de Impuestos Internos (SII). Pero en 2025 se vio involucrado en una polémica por no haber pagado contribuciones durante 9 años, siendo director del Servicio de Impuestos Internos.
Bajo su administración fue pionero en implementar la declaración renta por internet y también se inició la factura electrónica.
En noviembre del año 2000 recibió de CNN en Español el Premio Líderes Latinoamericanos de Internet.

## Primeros años
Hijo de una familia de inmigrantes franceses, Pedro Etcheberry Hiriart-Urruty
y de Luisa Celhay Ravailhe, estudió ingeniería civil industrial en la Universidad de Chile (1971) y posteriormente obtuvo un doctorado en la misma disciplina en la Universidad de Míchigan (1974), en los Estados Unidos. Su tesis fue publicada en la revista Operations Research.
Inició su carrera laboral como investigador y director del Departamento de Ingeniería Industrial de la Universidad de Chile, cargo en el que permaneció por diez años (1970-1980).
Fue gerente de empresas como Copec (1980-1981), Codina (1981-1982), Sodimac (1982-1987) y la Consultora CyS (1987-1990).

## Matrimonio e hijos
Estuvo casado con Isabel Josefina Araos Marfil, con quien tuvo dos hijas; Paulina y Bárbara. En 1990 se casó en segundas nupcias con Cecilia Christine Sommerhoff Hyde, viuda del ministro de Estado de Augusto Pinochet, Miguel Kast Rist. De ese segundo matrimonio tuvo una tercera hija, María Cristina.

## En el Gobierno
Militante del Partido por la Democracia, al iniciarse la presidencia de Patricio Aylwin este lo designó director del SII por recomendación del economista democratacristiano José Pablo Arellano. A la cabeza del SII impulsó la modernización del sistema de pagos de impuestos por medio de Internet y redujo la tasa de evasión tributaria por debajo del 30%.
Ejerció como director hasta el año 2002, cuando el presidente Ricardo Lagos lo designó ministro de Obras Públicas, Transportes y Telecomunicaciones, cargo que tuvo un rol protagónico en la concepción del Plan Transantiago.
Al inicio de su gestión debió enfrentar los estallidos de los casos Coimas y Gate, que involucraban directamente a sus carteras. Poco después, su antecesor en los ministerios, Carlos Cruz, revelaría el pago de sobresueldos a empleados públicos, complicando su situación. Si bien durante su permanencia en las secretarías se realizaron avances en obras públicas que el Gobierno inauguraría cerca del final del mandato, su gestión es recordada principalmente por sus esfuerzos por ordenar el MOP e intentar corregir las irregularidades.
El 18 de noviembre de 2004 se derrumbó el puente Loncomilla, en la Región del Maule. El hecho -que providencialmente no dejó víctimas- desató una ola de críticas desde la oposición y del mismo Gobierno hacia el MOP, pues se demostró el escaso control de la cartera sobre la empresa que construyó el viaducto, y también sobre la que lo reparó, ineficientemente, poco antes de la caída. Tras esto, Etcheberry presentó su renuncia al cargo, el cual asumió Jaime Estévez por encargo de Lagos.
Ocupó la presidencia de BancoEstado, en un perfecto enroque con Estévez, hasta marzo de 2006.
En diciembre de ese mismo año presentaría su renuncia al partido, poco después de la expulsión de Jorge Schaulsohn.
En lo sucesivo se concentraría en su faceta empresarial. Fue uno de los fundadores de la empresa financiera Multicaja S.A. en 2007, de la cual vendió un porcentaje a la empresa de capitales peruanos Krealo en 2019, una filial perteneciente al consorcio Credicorp, continuando como Presidente Ejecutivo de la entidad.